# Naenia brevipennis
Naenia brevipennis är en fjärilsart som beskrevs av Edward Alfred Cockayne 1952. Naenia brevipennis ingår i släktet Naenia och familjen nattflyn. Inga underarter finns listade i Catalogue of Life.